# Список президентів Бурунді
Президент Бурунді — глава держави Бурунді та главою уряду. Президент обирається парламентом на загальних виборах терміном на п'ять років. Останні вибори відбулись 28 червня 2010 року, в них брав участь тільки один кандидат — чинний президент П'єр Нкурунзіза.

## Список президентів Бурунді
- Мішель Мічомберо (тутсі) (28 листопада 1966 — 1 вересня 1976)
- Жан Батіст Багаза (тутсі) (10 листопада 1976 — 3 вересня 1987)
- П'єр Буйоя (тутсі) (9 вересня 1987 — 10 липня 1993)
- Мельхіор Нгезе Ндадайє (хуту) (10 липня 1993 — 21 жовтня 1993)

(в.о.) Сільві Кінігі (21 жовтня 1993 — 5 лютого 1994)
- Сіпрієн Нтар'яміра (хуту) (5 лютого 1994 — 6 квітня 1994)
- Сильвестр Нтібантунганья (хуту) (1 жовтня 1994 — 25 липня 1996)
- П'єр Буйоя (тутсі) (25 липня 1996 — 30 квітня 2003)
- Дометьєн Ндайїзейє (хуту) (30 квітня 2003 — 26 серпня 2005)
- П'єр Нкурунзіза (хуту) (26 серпня 2005 — 18 червня 2020)
- Еварист Ндаїшиміє (хуту) (18 червня 2020 —)